# 丁胖子广场
丁胖子广场是美國加利福尼亞州蒙特利公园市的一個廣場，廣場附近的商圈是美國華人最早的聚居地。丁胖子广场在蒙特利公园市禁止旅游大巴之前是該市人流量最大的長途巴士停靠中心。